# Bordel militaire de campagne
Pour les articles homonymes, voir BMC.

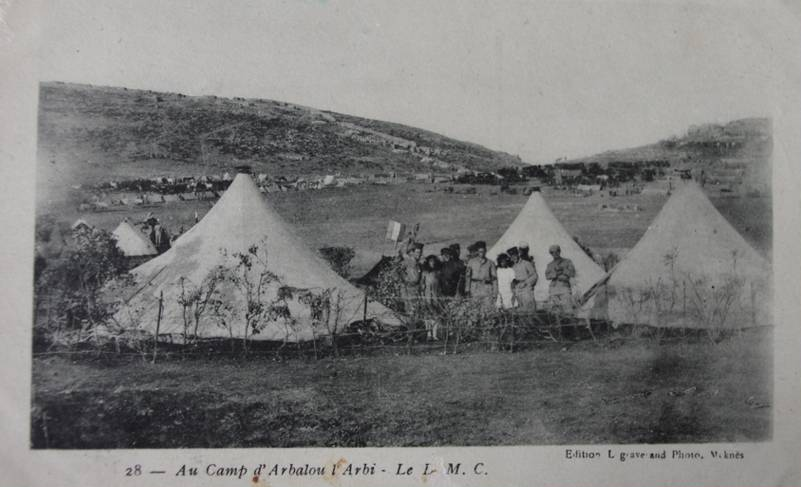
Au camp d'Arbalou l'Arbi. Le bordel militaire de campagne (BMC). 1922. Éd. Legraverand, phot., Meknès.

Un bordel militaire de campagne (abrégé en BMC) est un dispositif accompagnant plus ou moins officiellement les unités de l'armée française durant le XXe siècle et permettant aux militaires d'avoir aisément des relations sexuelles avec des prostituées. Cette désignation a un caractère argotique et populaire.
Selon les lieux et opérations, le BMC prend diverses formes plus ou moins organisées : simple contrôle médical de quelques femmes habilitées, voire « invitées », à se prostituer ; bâtiments durablement affectés à ce service ou camions aménagés en bordel. 
Ils ont progressivement généré une réglementation au sein de l'armée française.
Quasiment disparus en France métropolitaine juste après la Seconde Guerre mondiale, ils furent nombreux lors de la guerre d'Indochine. Par la suite, seule la Légion étrangère en posséda encore quelques-uns, le dernier sur le sol français fermant en 1995 en Guyane ; en 2003, celui de Djibouti fonctionnait encore.

## Historique
La tradition fait remonter les « bordels à soldats » à la croisade de Philippe II Auguste, qui est choqué de l'étendue des relations sexuelles entre soldats et les viols commis par les croisés. Il fait alors venir de France un bateau plein de prostituées.
Ce n'est que lors de la Première Guerre mondiale que les BMC vont arriver en métropole avec l'envoi d'unités indigènes depuis les colonies, le commandement militaire ne voulant pas par racisme[Quoi ?] que les soldats indigènes aient des relations sexuelles avec des femmes locales. Mais c'était surtout Mais c'était surtout[Quoi ?] pour essayer de restreindre la contamination des troupes par les infections sexuellement transmissibles, en particulier la syphilis, difficilement guérissable à l'époque (la pénicilline ne la traite qu'à partir de 1944). Cela est un échec : les années 1914 à 1918 verront la contamination de 400 000 soldats. 
Aucun texte officiel ne régit alors ses bordels de campagne, le sigle « BMC » n'apparaissant que dans les années 1920 avec la réglementation des sigles dans l'armée française, et l'on retrouve alors mention des BMC dans des documents militaires.

## Période contemporaine
Les responsables militaires traitent avec le « Milieu » (crime organisé) pour qu'il leur fournisse des prostituées. L'« Association des maîtres et maîtresses d'hôtels meublés de France et des colonies », régie par la loi du 1er juillet 1901, sise au 73, rue de Nazareth à Paris 3e, joue un rôle presque officiel de coordination. En fait, ce sont les proxénètes et les « placeurs » qui jouent le rôle organisationnel[réf. nécessaire]. 
Les bordels militaires français vont se multiplier durant l'entre-deux-guerres dans les villes ayant une garnison ou un régiment. Lors des guerres coloniales, l'organisation et la fréquentation des BMC était de notoriété publique et encouragée par l'armée, notamment en Indochine, en Tunisie et en Algérie selon Petrus Durel, pendant qu'en France les bordels étaient interdits par la loi Marthe Richard depuis 1946.  
Les premiers BMC ouverts au milieu des années 1940 en Indochine sont demandés par l'armée afin de lutter contre les infections sexuellement transmissibles et maintenir le moral des troupes. En pratique, l'armée offre une espèce de « délégation de service public » à des maquerelles dont le bordel est sous protection militaire et les prostituées surveillées médicalement par des médecins militaires plusieurs fois par semaine. Les hommes doivent se soumettre au « défilé des bites », un infirmier examinant leurs parties génitales avant de les enduire de permanganate.
Le succès est au rendez-vous avec de nombreux établissements dont le « parc aux buffles », un BMC de Saïgon, qui abrite des centaines de prostituées qui « s'y vendent sur des bat-flancs, dans l'intimité en lambeaux de petites cabines de toile, meublées du seul baquet qui sert à la toilette ». D'autres officient en « maisons volantes » qui suivent les bataillons.
Il est évoqué le rôle exceptionnel de certaines prostituées des BMC de la bataille de Diên Biên Phu, devenues infirmières lorsque celles-ci vinrent à manquer. Ces prostituées des deux bordels (l'un avec des Vietnamiennes, l'autre avec des Maghrébines) dont la présence et le rôle ont été occultés par conformisme ou pudeur, contrairement à Geneviève de Galard, ont surement toutes été tuées par les Việt Minh selon l'historien Jacques Dalloz. Selon Le Monde, certaines prostituées prennent même les armes aux côtés des soldats français, mais « pour l'Histoire, Geneviève de Galard doit rester la seule femme ayant vécu la chute de la place forte. Rien ne doit venir ternir l'image de l'honneur ». Selon le spécialiste des conflits du XXe siècle Jean-Marc Binot, cette histoire est une « solide tradition, alimentée par les cercles d'anciens combattants d'extrême droite », mais « nul témoignage crédible n'étaie cette pieuse légende ».
Le dernier BMC en métropole, celui de la Légion étrangère du 2e régiment étranger de parachutistes à Calvi en Corse, dit « pouf de Calvi », ferme en 1978 : il était dirigé par Pauline Delbard, aussi appelée « Madame Janine ». Les femmes étaient recrutées par différents groupes de criminels et Madame Janine avait une quasi-autonomie, la base fournissant de la main d’œuvre pour l'intendance et les visites médicales, l'officier souhaitant préserver ses bonnes relations avec les civils de Calvi. Lors du procès pour proxénétisme à la suite de l’enquête menée par Pierre Michel, seuls les responsables civils (maquerelle et « fournisseurs ») furent condamnés, les militaires ayant été « mis en alerte »,,,,. Il y avait également de tels établissements à Bonifacio, à Corte et à Orange.
Le dernier BMC en territoire français, celui de la Légion à Kourou en Guyane, ferme en 1995 à la suite d'une plainte d'un proxénète brésilien pour « concurrence déloyale ».
Hors du territoire français, à Djibouti, la Légion étrangère en possède encore un en 2003. En 1993, il avait été déplacé hors de l'enceinte de la base, à la suite d'une inspection.

## Dans la culture populaire
- Dans la chanson Au suivant (1964), Jacques Brel parle d'un « bordel militaire en campagne » où un jeune soldat de vingt ans se déniaise.
- Le film le Pistonné (1969) de Claude Berri montre une scène de bordel militaire au Maroc.
- Dans le film R.A.S. (1973) d'Yves Boisset sur la guerre d'Algérie, une séquence montre l'arrivée d'un BMC et son utilisation par les soldats.
- Le film franco-américain "un long dimanche de fiançailles" de Jean-Pierre Jeunet sortie au cinéma en 2004 comporte une scène montrant des poilus attendant leur tour pour une passe devant un bâtiment en pierre affichant l'abréviation "B.M.C." précédent une scène d'une prostituée en compagnie d'un soldat.
- Le film documentaire Putains de guerre de Stéphane Benhamou, diffusé sur France 3 le 20 février 2013, comporte de nombreuses séquences et témoignages sur les BMC, en particulier en Indochine[11].